# Coryphium
Coryphium — род стафилинид из подсемейства и подсемейства Omaliinae.

## Описание
Переднеспинка сердцевидная, перед серединой округло расширенная.

## Систематика
К роду относятся:
- вид: Coryphium angusticolle Stephens, 1834
- вид: Coryphium atratum Breit, 1911
- вид: Coryphium balcanicum Zerche, 1990
- вид: Coryphium brachypterum Zerche, 1990
- вид: Coryphium chobauti Sainte-Claire Deville, 1909
- вид: Coryphium dilutipes Ganglbauer, 1904
- вид: Coryphium gredleri Kraatz, 1870
- вид: Coryphium outereloi Zerche, 1990